# Estadio Municipal de Montilivi
El Estadio Municipal de Montilivi, inaugurado en 1970, es el campo de fútbol en el que juega el Girona Futbol Club. Está situado en el barrio de Montilivi de la ciudad de Gerona (España). El estadio tiene capacidad para 14 624 espectadores, todos ellos sentados. El récord histórico de asistencia fue de 25 000 espectadores a principios de los 70 en un partido contra el Barcelona. Además, en él se disputa anualmente el Trofeo Costa Brava que organiza el Girona.
Gerona incorporó el Estadio de Montilivi a la lista de campos para acoger la candidatura ibérica para el Mundial de 2018; sin embargo, meses antes de conocer la lista oficial de estadios de fútbol que compondría la candidatura, el Girona retiró su apuesta por el campo de Montilivi al entender que tenía pocas posibilidades de prosperar.
En junio de 2010 y tras más de siete meses de retraso respecto al plazo previsto, la grada lateral del estadio de Montilivi estaba finalizada, aunque, al no estar acabados los accesos a la misma, no se pudo estrenar en la temporada 2009/10. El 2 de marzo de 2011 el estadio presentó su primer lleno, con 9 286 espectadores, desde que las gradas están provistas de asientos individuales.
El 12 de marzo de 2012 el Ayuntamiento de Gerona cedió el campo a favor del club por 30 años, plazo prorrogable a 50 en total.

### Temporada 2017-18
En junio de 2017, el club, recién ascendido a Primera División, debía adaptar el estadio a las exigencias marcadas por la LFP. Los cambios más urgentes fueron aumentar la iluminación, la sala de prensa y la capacidad del estadio a 15 000 espectadores, que es lo que obliga la Liga.

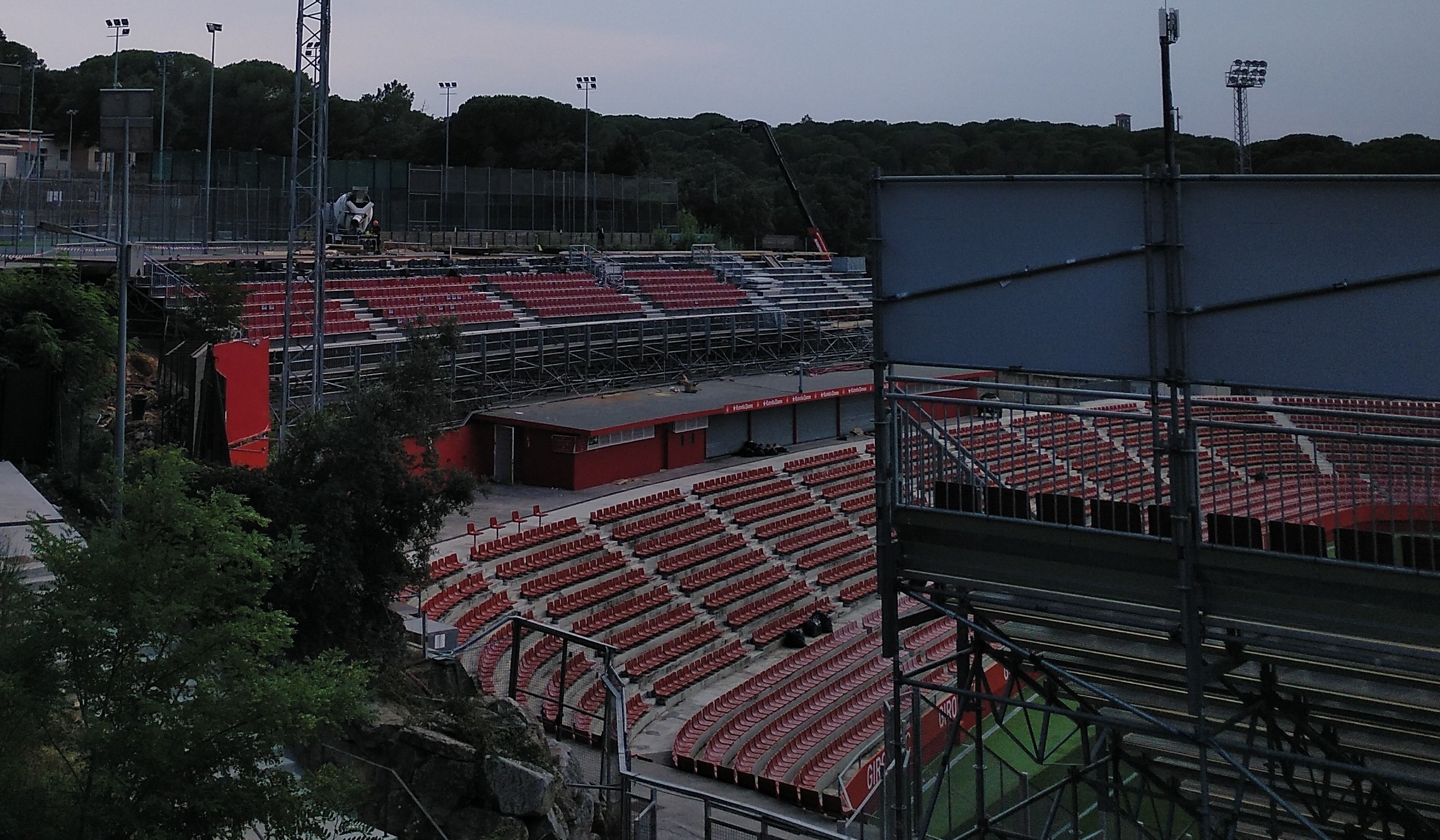
Ampliación gol sur 2018-19 con 1000 asientos

A principios de agosto ya empezó a cambiar el césped y rebajar un metro el suelo para el drenaje. La hierba elegida es híbrida con un 3% de hierba artificial y un 97% de natural. A fecha de hoy sólo hay cuatro estadios de Primera División con el mismo césped (Camp Nou, Santiago Bernabéu, San Mamés y Estadio de la Cerámica).
En el primer año el estadio se incrementó en 2000 localidades en el gol norte y otras 2000 localidades en preferente, se levantaron dos gradas retráctiles para asumir la demanda de los nuevos socios del club y así acercarse a la cifra que LaLiga obliga para disputar partidos de la máxima categoría, tras una buena temporada y debido a más demandas de los socios.

### Temporada 2018-19
El club amplía en 1000 asientos con otra grada retráctil en el gol sur e instala cuatro torres de iluminación de 30 metros de altura y 258 proyectores led. Además, se quita el campo de entrenamiento anexo para ampliar los aparcamientos en el gol sur.

### Temporada 2019-20
Con el descenso del club a la Segunda División, se decide desmontar las gradas supletorias de los dos fondos y dejar la de preferente reduciendo el aforo a 11 286 personas.

## Disposición de los asientos
| Actualidad          | Actualidad |
| Zona                | Capacidad  |
| ------------------- | ---------- |
| Tribuna             | 1245       |
| Preferente superior | 2000       |
| Preferente inferior | 2067       |
| Gol norte superior  | 2200       |
| Gol norte inferior  | 2349       |
| Gol sur superior    | 1000       |
| Gol sur inferior    | 3152       |
| Zona visitante      | 307        |
| TOTAL               | 14 320     |

| Primera División Temp. 2018-19 | Primera División Temp. 2018-19 |
| Zona                           | Capacidad                      |
| ------------------------------ | ------------------------------ |
| Tribuna                        | 1245                           |
| Preferente superior            | 2000                           |
| Preferente inferior            | 2067                           |
| Gol norte superior             | 2200                           |
| Gol norte inferior             | 2349                           |
| Gol sur superior               | 1000                           |
| Gol sur inferior               | 3152                           |
| Zona visitante                 | 307                            |
| TOTAL                          | 14 320                         |

## Espacios complementarios

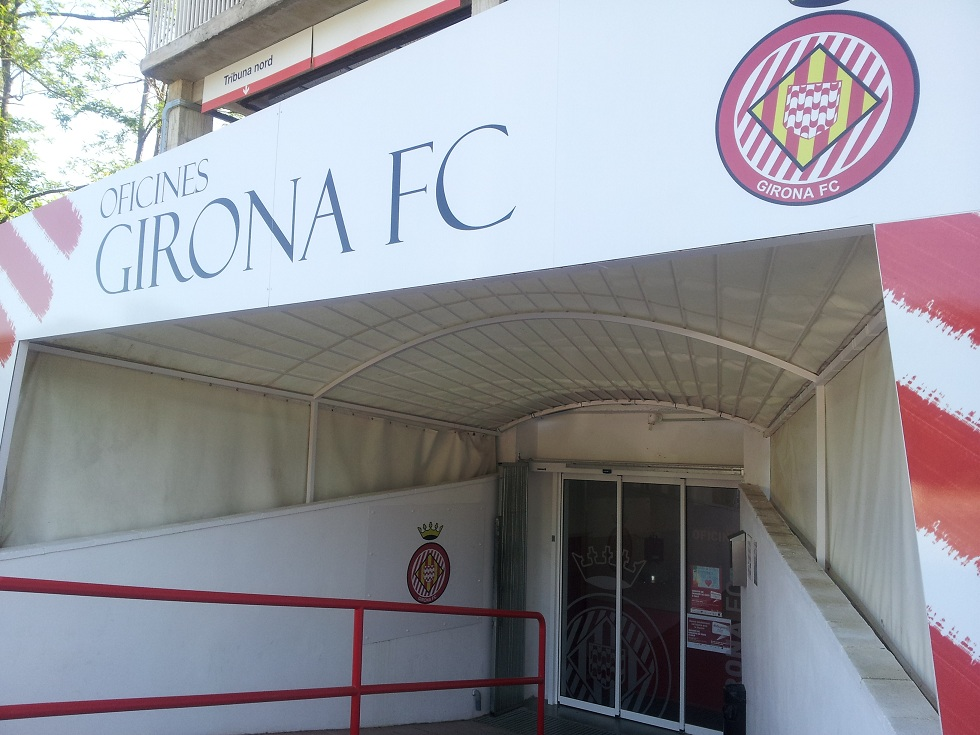
Entrada a las oficinas
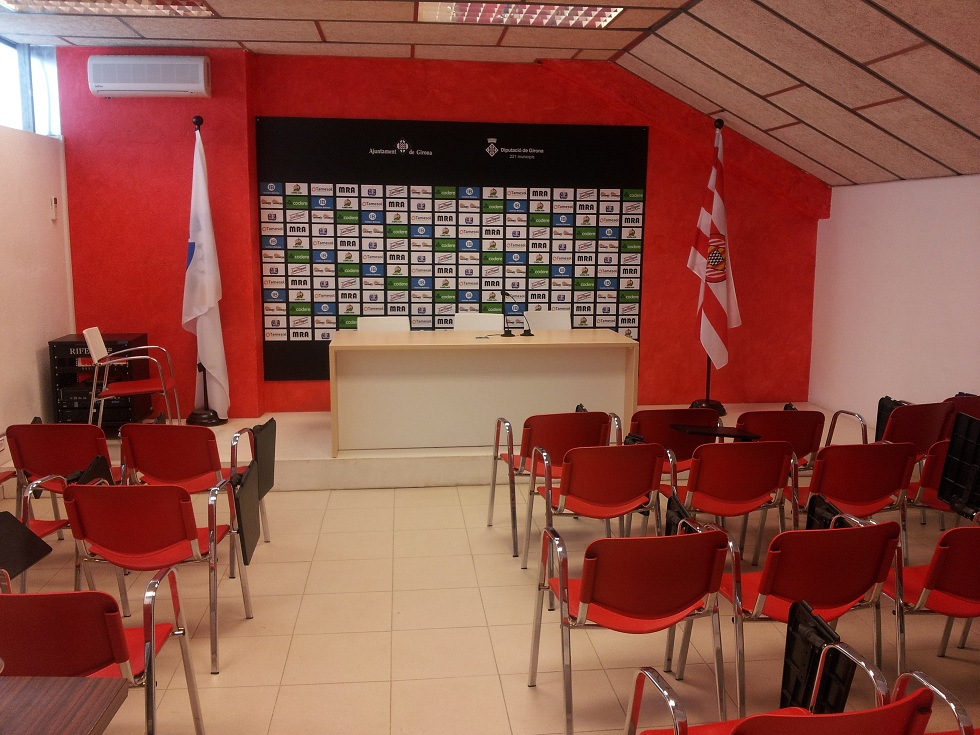
Sala de prensa
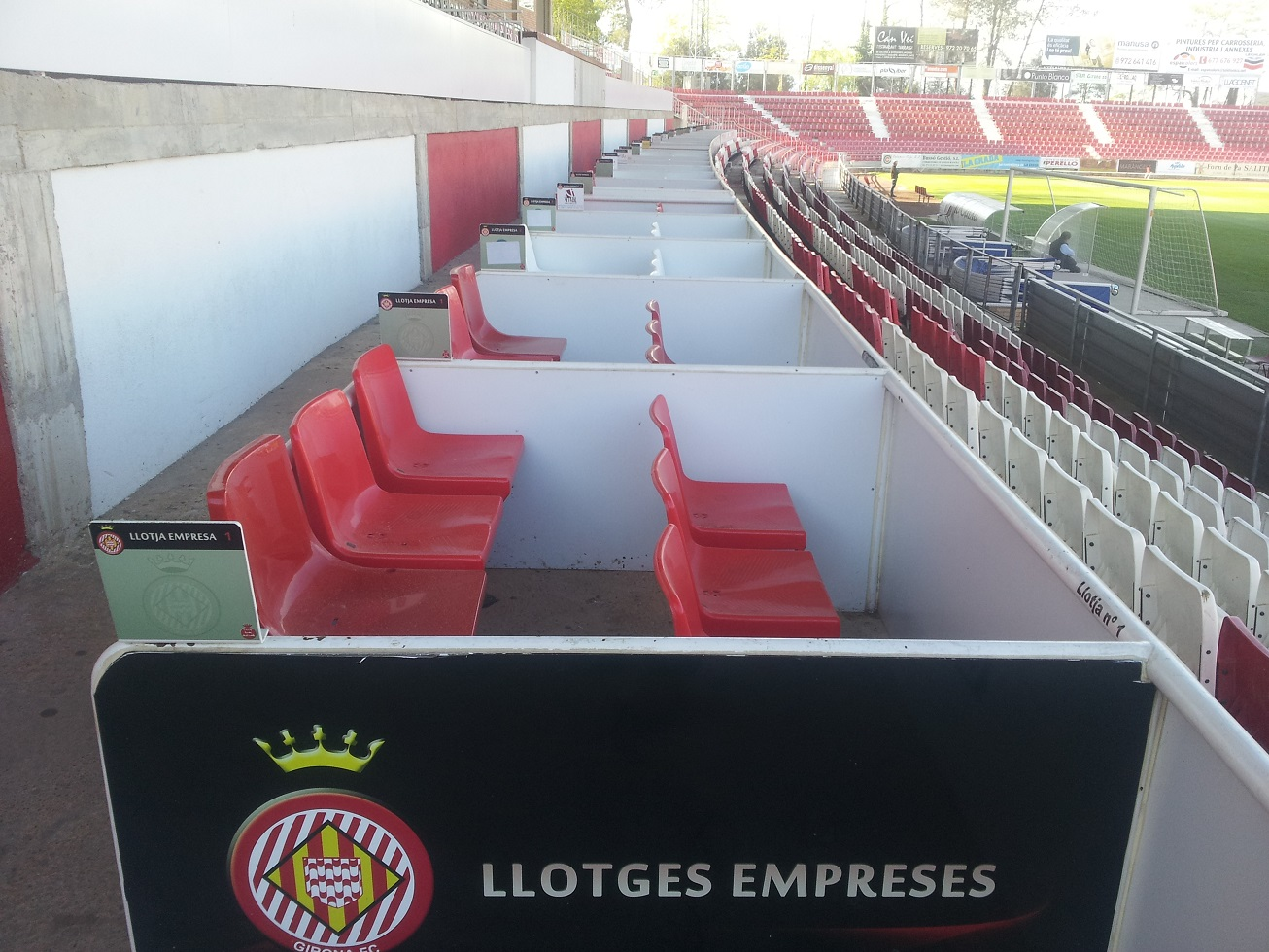
Palco empresas

- 4 vestuarios colectivos
- 1 vestuario árbitros
- 5 lavabos públicos
- Bar
- Enfermería
- Sala de prensa
- Sala vip
- Gimnasio
- Oficinas
- Taquillas
- Videomarcador
- 140 m de pantallas led de publicidad
- Sistema vigilancia (UCO).[5]
- Gradas
- Tribuna cubierta
- Excelente seguridad para los jugadores
- Garaje

## Comunicaciones
| Servicio               | Estación               | Distancia del estadio |
| ---------------------- | ---------------------- | --------------------- |
| Autobús                | TMG                    | 50 m                  |
| Tren (Renfe Operadora) | Estación de Gerona     | 2,5 km                |
| Aeropuerto de Gerona   | Riudellots de la Selva | 11 km                 |

## Partidos internacionales

### Selección de Cataluña
El 28 de diciembre de 2016, Montilivi acogió un partido amistoso entre las selecciones de Cataluña y de Túnez. Fue el primer estadio fuera de la comarca de Barcelona que acogió un partido de la selección catalana.
El 25 de marzo de 2019, volvió a acoger un partido amistoso internacional, esta vez entre Cataluña y Venezuela, finalizando con una victoria para la selección catalana por 2-1.
El 25 de mayo de 2022, Montilivi acogió su tercer partido de la Selección de Cataluña. En el partido los catalanes vencieron a Jamaica por 6-0.

### Otras selecciones nacionales
El 6 de septiembre de 2018, Montilivi fue sede un partido internacional por primera ocasión, al albergar un partido amistoso que enfrentó a la selección de Trinidad y Tobago contra la de los Emiratos Árabes Unidos. El partido finalizó con una victoria de los caribeños por 2-0.
En noviembre de 2022, Montilivi albergó dos partidos de la Selección de México, ya que el combinado azteca realizó una estancia de entrenamiento en Gerona como preparación para afrontar la Copa Mundial de Catar 2022. En el primer partido, celebrado el 9 de noviembre, los tricolores derrotaron por 4-0 a Irak, mientras que en el segundo, disputado el día 16 de noviembre, el equipo mexicano fue derrotado por Suecia con un marcador de 1-2.